# 松江市立揖屋小学校
松江市立揖屋小学校（まつえしりつ いやしょうがっこう）は、島根県松江市東出雲町揖屋にある公立小学校。

## 学校概要
- 校舎：鉄筋コンクリート3階建て（一部鉄骨）3,866m2（1971年建築）
- 体育館：鉄骨2階建て807m2 （1972年建築）

## 沿革
- 1954年4月 - 出雲郷村、揖屋町、意東村、3町村の合併により旧揖屋町立揖屋小学校を改称して創立
- 1958年11月 - 校章、校旗、校歌が、制定される
- 1972年
  - 4月 - 新校舎完成
  - 7月 - 体育館施工
- 1973年7月 - プール完成
- 1999年4月 - 揖屋児童クラブがスタート
- 2003年7月 - 校舎改造事業施工
- 2011年8月 - 市町合併により松江市に移管。

## 学校教育目標
- 豊かな人間性を持ち、明朗で活力に満ちた、創造的実践力のあるたくましい人間を育成する。

## 目指す子供像
- 健康 - 心身ともに健康でたくましい子ども
- 協力・連帯 - だれとも仲良く助けあう子ども
- 自主 - 進んで学びよく考える子ども
- 責任 - めあてをもって最後までやり抜く子ども
- 勤労 - 美しい心をもちよく働く子ども

## 児童数
- 443人(2007年)

## 著名な出身者
- 石倉弘士（バレーボール選手、元NECブルーロケッツ所属）
- 濱永周平